# Словаччина на літніх Олімпійських іграх 2008

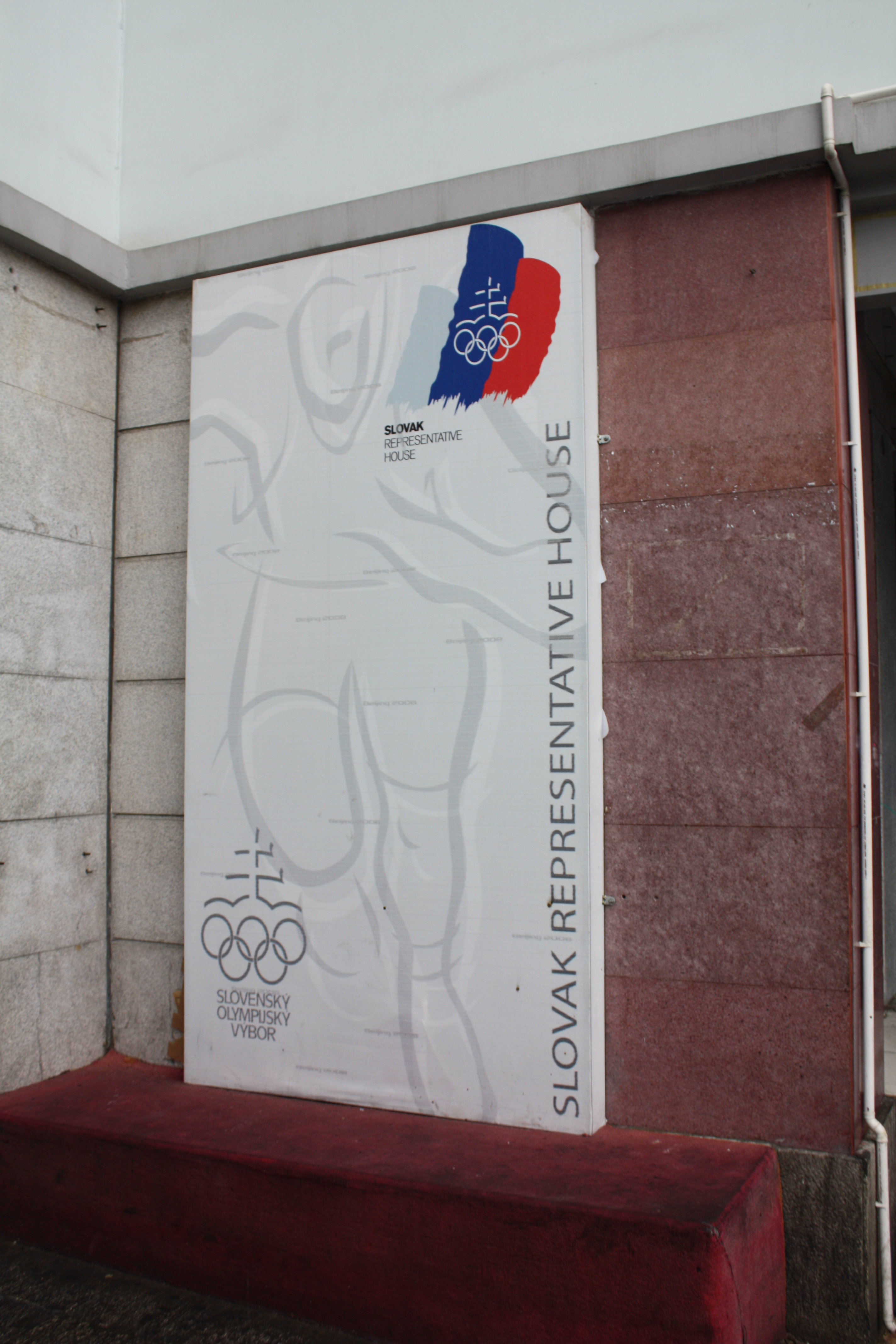

Словаччина брала участь у Літніх Олімпійських іграх 2008 року в Пекіні (Китайська Народна Республіка), і завоювала шість олімпійських медалей. 

## Медалісти

### Золото
- Міхал Мартікан — веслування на байдарках та каное, каное-одиночка, чоловіки
- Олена Каліска — веслування на байдарках та каное, байдарка-одиночка, жінки
- Павол Гохшонер, Петер Гохшонер — веслування на байдарках та каное, каное-двійка, чоловіки

### Срібло
- Юрай Тарр, Міхал Рішдорфер, Ріхард Рішдорфер, Ерік Влчек — веслування на байдарках та каное, Байдарки-четвірки, 1000 м, чоловіки
- Зузана Штефечекова — стрілянина, треп, жінки

### Бронза
- Давид Мусульбес — боротьба, вільна боротьба, до 120 кг, чоловіки